# Laufzeit (Wirtschaft)
Unter der Laufzeit versteht man in der Wirtschaft den Zeitraum, für den Verträge rechtswirksam geschlossen und Finanzinstrumente oder Finanzprodukte angeboten werden. Die Laufzeit wird durch eine vorgesehene Befristung oder Kündigung beendet.

## Allgemeines
Insbesondere Verträge mit Finanzwirkung, die durch mindestens einen der Vertragspartner nicht sofort zu erfüllen sind, enthalten im Regelfall eine Frist, innerhalb der ein subjektives Recht geltend gemacht oder eine Verpflichtung erfüllt werden muss. Die Vertragslaufzeit oder Vertragsdauer ist dabei die Zeitspanne zwischen der Begründung eines Vertragsverhältnisses (Vertragsbeginn) und dessen Beendigung oder Fälligkeit, die mit Fristablauf automatisch eintreten. Bis zu jenem Zeitpunkt hat der Schuldner die vertragliche Leistung zu erbringen. Die Zeitdauer, innerhalb der ein Schuldner zu leisten hat, nennt man Leistungszeit. An die Einhaltung oder Versäumung der Frist knüpft der Gesetzgeber verschiedene Rechtsfolgen (insbesondere den Schuldnerverzug, Vertragsstrafen).

## Arten
Man unterscheidet zwischen befristeter oder unbefristeter Laufzeit. Befristete Laufzeiten enthalten einen kalendermäßig bestimmten Termin, an welchem die Vertragsdauer endet. Typische Beispiele sind das befristete Arbeitsverhältnis, der Kreditvertrag (insbesondere bei Ratenkrediten und Tilgungsdarlehen endet die Kreditlaufzeit mit Zahlung der letzten Tilgungsrate), Finanzprodukte wie Tagesgeld und Termingeld, Sparbriefe, Anleihen/Schuldverschreibungen, Laufzeitfonds, Derivate und befristete Transaktionen oder Finanzinstrumente wie der Wechsel, bei dem das Verfalldatum sogar ein gesetzlicher Bestandteil ist (Art. 1 Nr. 4 WG). Unbefristete Laufzeiten gibt es häufig bei Dauerschuldverhältnissen (Mietvertrag, Leihvertrag, Pachtvertrag, Leasing, Versicherungsvertrag, Stromliefervertrag oder unbefristetem Arbeitsvertrag) oder bei Finanzprodukten wie Sichteinlagen, Tagesgeldkonten und Spareinlagen. Die Vertragslaufzeiten von Lebensversicherungsverträgen erstrecken sich typischerweise über Jahrzehnte. Auch Dispositionskredite werden meist unbefristet zur Verfügung gestellt. Während die befristeten Verträge durch Fristablauf automatisch enden, ist bei unbefristeten zur Beendigung eine Kündigung durch eine der Vertragsparteien erforderlich.

## Rechtsfragen
Das Zivilrecht befasst sich häufig mit der Laufzeit und ihren Rechtsfolgen. Die Laufzeit beginnt, wenn nichts anderes vereinbart ist, mit dem Zeitpunkt des Vertragsabschlusses. Bei einem Dauerschuldverhältnis beginnt die den Vertragspartner bindende Laufzeit mit dem Abschluss des Vertrages und nicht erst mit einem vereinbarten späteren Zeitpunkt der Leistungserbringung. Nach § 309 Nr. 9a BGB darf die Laufzeit bei Dauerschuldverhältnissen zwei Jahre nicht überschreiten, ausgenommen sind die regelmäßige Lieferung von Waren oder die regelmäßige Erbringung von Dienst- oder Werkleistungen. Bei Dauerschuldverhältnissen sind aufgrund der langen Laufzeit Regelungen über außerordentliche Kündigungsmöglichkeiten unabdingbar. Fehlen im Verbraucherdarlehensvertrag Angaben zur Laufzeit oder zum Kündigungsrecht, ist der Darlehensnehmer jederzeit zur Kündigung berechtigt (§ 494 Abs. 6 BGB). Nach § 557a BGB ist während der Laufzeit einer Staffelmiete eine Mieterhöhung nach den §§ 558 bis § 559b BGB ausgeschlossen.
Damit im Miet- und Arbeitsrecht der Bestandsschutz für Wohnraummiete und Arbeitsverhältnisse nicht unterlaufen wird, sind befristete Verträge in diesem Bereich nur unter besonderen Voraussetzungen zulässig (§ 575 Abs. 1 BGB, § 14 TzBfG). Ansonsten zielt das Gesetz eher darauf ab, die Bindung der Vertragsparteien an einen Dauervertrag zwecks Erhaltung ihrer wirtschaftlichen Entscheidungsfreiheit durch Bindungsgrenzen zu limitieren. Kündigungsrechte gibt es deshalb bei Miete und Pacht bei Laufzeiten von mehr als 30 Jahren (§ 544, § 594 BGB), bei Darlehen nach 10 Jahren (§ 489 Abs. 1 Nr. 2 BGB), bei Dienst- und Arbeitsverträgen bei mehr als fünf Jahren (§ 624, § 15 Abs. 4 TzBfG). Bei Verträgen zwischen Unternehmen liegt die Schwelle allgemein jenseits einer Laufzeit von 15 Jahren, weil Bindungen für mehr als 20 Jahre schon allein wegen ihrer Zeitdauer geeignet sind, die wirtschaftliche Bewegungsfreiheit und Selbständigkeit in unvertretbarer Weise einzuengen.

## Finanzwesen
Mit den als kurzfristig (englisch short term), mittelfristig (englisch medium term) oder langfristig (englisch long term) verkürzten Begriffen beschreiben Finanzwesen, Betriebswirtschaftslehre und Rechnungswesen auch die Laufzeit, Kündigungsfrist, Fristigkeit oder Fälligkeit von Finanzinstrumenten, insbesondere bei der Fremdfinanzierung.
Bilanzierung
Bei der Bilanzierung durch Nichtbanken spielen im Bilanzrecht die Fristigkeiten eine eher untergeordnete Rolle. Gemäß § 268 Abs. 4 HGB sind Forderungen mit einer Restlaufzeit von mehr als einem Jahr gesondert zu vermerken, das gilt auch für Verbindlichkeiten (§ 268 Abs. 5 HGB). Die langfristigen Restlaufzeiten von mehr als 5 Jahren sind bei Verbindlichkeiten lediglich im Anhang auszuweisen (§ 285 Nr. 1a HGB). Es bleibt folglich dem Finanzanalysten überlassen, die Differenz zwischen beiden als mittelfristig herauszufiltern.
Nach den Vorschriften für die Bankbilanzierung aus § 9 Abs. 2 RechKredV sind kurzfristig alle Restlaufzeiten bis ein Jahr, mittelfristig mehr als ein Jahr bis fünf Jahre und langfristig die Restlaufzeiten von mehr als fünf Jahren. Gemäß § 8 Abs. 1 RechKredV sind bei unbefristeten Finanzprodukten Kündigungsfristen bei der Gliederung nach Restlaufzeiten maßgebend, bei befristeten Forderungen und Verbindlichkeiten gilt nach § 8 Abs. 2 RechKredV als Restlaufzeit der Zeitraum zwischen dem Bilanzstichtag und dem Fälligkeitstag. Gemäß § 8 Abs. 3 RechKredV dürfen als „täglich fällig“ nur solche Forderungen und Verbindlichkeiten ausgewiesen werden, über die jederzeit ohne vorherige Kündigung verfügt werden kann oder für die eine Laufzeit oder Kündigungsfrist von 24 Stunden oder von einem Geschäftstag vereinbart worden ist. Das makroökonomische Aggregat der Geldmenge {\displaystyle M3} erfasst als mittelfristig Laufzeiten bis zu zwei Jahren, was dieser bilanzrechtlichen Vorschrift für Kreditinstitute widerspricht. Deshalb müssen beispielsweise Geldmarktpapiere – die zur Geldmenge {\displaystyle M3} gehören – mit einer Laufzeit von einem Jahr als kurzfristig bilanziert werden.
Rechnungslegungsstandards
Sowohl die internationalen Rechnungslegungsstandards IFRS als auch die US-GAAP sehen keinen getrennten Ausweis nach kurz- und langfristig zwingend vor, sondern sprechen Empfehlungen aus (IAS 1.53). Beide sehen keinen dezidierten Ausweis vor. Langfristig (englisch non-current assets, non-current liabilities) wird in IFRS nicht explizit, sondern lediglich in negativer Abgrenzung von den kurzfristigen Vermögenswerten oder Schulden (englisch current assets, current liabilities) definiert. Ein kurzfristiger Vermögenswert ist dabei nach IFRS 5 jeder, dessen Realisierung innerhalb von zwölf Monaten nach dem Abschlussstichtag erwartet wird.
Damit verfügt keiner der Rechnungslegungsstandards über normierte oder allgemein anerkannte, präzise Aufbereitungsregeln, so dass die Aufstellung von Strukturbilanzen eine betriebswirtschaftliche Aufgabe bleibt.

## Abgrenzungsschwierigkeiten
Auch in der Fachliteratur besteht keine Einigkeit. Entweder wird die mittlere Fristigkeit (2–4 Jahre) dem Geldmarkt zugeordnet oder dem Kapitalmarkt. Inzwischen geht die Fachliteratur dazu über, sich an den Statistiken der Bundesbank zu orientieren. Diese sehen als kurzfristig Laufzeiten oder Kündigungsfristen von bis zu einem Jahr, über einem bis zu fünf Jahren als mittelfristig und über fünf Jahren als langfristig an. International haben sich inzwischen ebenfalls die Laufzeiteinteilungen ≤1 Jahr (für kurzfristig), 1 Jahr ≤ 5 Jahre (mittelfristig) und <5 Jahre (langfristig) durchgesetzt.

## Bedeutung
Die Vertragslaufzeit führt zu Bindungen der Vertragspartner, die allein wegen der Laufzeit ihre wirtschaftliche Handlungsfreiheit und Selbständigkeit einschränken oder gar verlieren können. Dadurch kann aus Anbietersicht eine Kundenbindung mittels Lock-in-Effekt erzielt werden, die den Wechsel des Kunden zu konkurrierenden Anbietern erschwert oder sogar unmöglich macht. Sanktionen sehen Vertragsstrafen vor, Belohnungen erfolgen durch Mengenrabatte oder Bonussysteme (etwa Payback). Bei Finanzinstrumenten und Finanzprodukten bewirkt eine längere Laufzeit ein höheres Anlagerisiko, das sich durch höhere Zinsen/Gewinne/Erträge/Renditen/Risikoprämien im Vergleich zu kurzfristigeren Anlagen zeigt. Je länger die Laufzeit und damit die Kapitalbindung ist, umso unsicherer fallen die Prognosen über die künftige Marktentwicklung aus. Kurze Laufzeiten erhöhen die Prognosequalität und senken deshalb das Finanzrisiko.
Die Laufzeitunterschiede sind einer der Gründe, warum in Normalzeiten das Zinsniveau auf dem Kapitalmarkt höher ist als auf dem Geldmarkt. Auch bei Finanzprodukten ist eine vorzeitige Beendigung – wenn überhaupt vorgesehen – meist nur mit Verlusten (Kursverlust) oder Vertragsstrafen (Vorschusszins, Strafzins, Vorfälligkeitsentschädigung) möglich. Diese drohenden Verluste sollen den Anleger als Wechselkosten dazu zwingen, seine von ihm ursprünglich eingegangenen Verpflichtungen bis zum Ende der vorgesehenen Laufzeit auch einzuhalten.

## International
International Financial Reporting Standard 7 enthält die Verpflichtung, Aktiva und Passiva nach Restlaufzeiten zu gliedern. Dabei wird unter Fristigkeit die Restlaufzeit bis zum vertraglichen Fälligkeitszeitpunkt auf Basis des Bilanzstichtages verstanden. Die Fristen sind in aussagefähige Fälligkeitsgruppen zu fassen, wobei sich mögliche Gruppenbildungen aus IAS 30.33 ergeben. Hierzu gibt IAS 30.33 für Kreditinstitute mögliche Fristenkategorien an, und zwar bis zu einem Monat, über einem Monat bis zu drei Monaten, über drei Monate bis zu einem Jahr, über ein Jahr bis zu fünf Jahren und mehr als fünf Jahre.